# Минь (царство)
Минь (кит. 閩, пиньинь Mǐn) — одно из Десяти царств, существовавшее в 909—945 гг. Располагалось в горных районах нынешней провинции Фуцзянь и пользовалось почти полной независимостью. Столицей Минь был Фучжоу (福州), а основателем — Ван Шэньчжи.

## Основание
Отец Ван Шэньчжи был назначен специальным уполномоченным по надзору в 892 г. Сам Ван Шэньчжи получил высокий военный чин, а в 909 г., вслед за падением Династии Тан двумя годами ранее, провозгласил себя ваном государства Минь. Сын Ван Шэньчжи пошел еще дальше, приняв титул императора Минь в 933 г. и присвоив своему отцу посмертное имя Минь Тай-цзу.

## Территория
Столицей царства Минь был город Чанлэ, ныне известный как Фучжоу. Владения Минь в основном ограничивались территорией нынешней провинции Фуцзянь на юго-востоке Китая.

## Управление
Территория Минь располагалась в изолированной и труднопроходимой местности, что отрицательно сказывалось на экономическом развитии государства по сравнению с другими регионами Китая. Двор императора Минь пытался привлечь к себе на службу ученых, которые могли бы помочь в создании эффективной административной и налоговой системы для преодоления отсталости. В этот период успешно развивалась морская торговля. Это создавало предпосылки для процветания морской торговли и при последующих династиях.

## Царство Инь
В 943 г. один из сыновей Ван Шэньчжи поднял восстание и объявил себя независимым правителем государства Инь, расположенного в северо-западной части миньской территории. Император Минь обратился за помощью в подавлении восстания Инь к династии Южная Тан. Но вместо ожидаемой помощи, Южная Тан прислала войска, которые захватили владения Инь и присоединили их к своему царству.

## Падение Минь
Перед лицом угрозы со стороны Южной Тан, правительство Минь объявило о признании своей вассальной зависимости от своего северного соседа, царства У Юэ. Тем не менее, это не остановило наступательный порыв Южной Тан, которая поглотила остатки царства Минь в 945 г.

## Правители Минь
| Храмовое имя (廟號 miàohào) | Посмертное имя (諡號 shìhào)              | Личное имя                       | Годы правления | Эра летоисчисления (年號 niánhào) и годы эры           |
| --------------------------- | ----------------------------------------- | -------------------------------- | -------------- | ------------------------------------------------------ |
| Тай-цзу 太祖 Tài4zǔ         | Чжун И-ван 忠懿王 Zhōngyìwáng             | Ван Шэньчжи 王審知 Wáng Shěnzhī  | 909—925        | отсутствует                                            |
| отсутствует                 | отсутствует                               | Ван Яньхань 王延翰 Wáng Yánhàn   | 925—926        | отсутствует                                            |
| Тай-цзун 太宗 Tàizōng       | Хуэй-ди 惠帝 Huìdì                        | Ван Яньцзюнь 王延鈞 Wáng Yánjūn  | 926—935        | - Лунци (龍啟 Lóngqǐ) 933—935 - Юнхэ (永和 Yǒnghé) 935 |
| Кан-цзун 康宗 Kāngzōng      | слишком сложно, не употребляется          | Ван Цзипэн 王繼鵬 Wáng Jìpéng    | 935—939        | - Тунвэнь (通文 Tōngwén) 936—939                       |
| Цзин-цзун 景宗 Jǐngzōng     | слишком сложно, не употребляется          | Ван Яньси 王延羲 Wáng Yánxī      | 939—944        | - Юнлун (永隆 Yǒnglóng) 939—944                        |
| отсутствует                 | Тяньдэ-ди 天德帝 Tiāndédì (император Инь) | Ван Яньчжэн 王延政 Wáng Yánzhèng | 943—945        | - Тяньдэ (天德 Tiāndé) 943—945                         |